# Малая Толша
Малая Толша — деревня в Ленском районе Архангельской области. Входит в состав Козьминского сельского поселения.

## География
Находится в юго-восточной части Архангельской области на расстоянии менее 1 км на север от административного центра поселения села Козьмино на правобережье Вычегды.

## История
Деревня была отмечена в 1939 году в составе Козьминского сельсовета.

## Население
Численность населения: 31 человек (русские 94 %) в 2002 году, 20 в 2010.